# Insulele Mării de Coral
Insulele Mării de Coral reprezintă un teritoriu australian care se compune dintr-o serie de insule și recifuri, localizate în Marea de Coral, la nord-est de statul Queensland, în partea de sud și est a Marii Bariere de Corali. Teritoriul ocupă o suprafață de 780.000 km2 și include insula Heralds Beacon, Reciful Osprey, grupul Willis și încă alte 15 grupuri de insule/recifi. Singura insulă locuită din arhipelag este Insula Willis, pe care este amplasată o stație meteorologică.

## Istorie
Insulele au fost trecute pe hartă în 1803; în deceniile 8 și 9 ale secolului al XIX-lea în insule s-a exploatat guano, dar, din cauza lipsei apei potabile, locuirea pe termen lung nu a fost posibilă. Teritoriul a fost creat în 1965 prin Actul Insulelor Mării de Coral (înainte zona fusese considerată ca fiind o parte a Queensland) și a fost extins în 1997, ca să includă Recifele Elizabeth și Middleton, aproape 800 km spre sud, în Marea Tasmaniei. Ultimele două recife sunt mult mai aproape de Insula Lord Howe, New South Wales (aproximativ 150 km) decât de cea mai sudică insulă a teritoriului, Insula Cato. Insulele din Marea Barieră de Corali nu fac parte din acest teritoriu, aparținând statului Queensland. Marginea exterioară a Marii Bariere de Corali este granița dintre Queensland și Teritoriul Insulelor Mării de Coral.
Teritoriul este o posesiune a Australiei, administrată din Canberra de Departamentul Avocatului General (înainte de 29 noiembrie 2007 administrarea a fost în sarcina Departamentului pentru Infrastructură, Transport, Dezvoltare Regională și Administrație Locală). Apărarea este responsabilitatea Australiei și teritoriul este vizitat regulat de Marina Regală Australiană. Australia are stații meteorologice automate pe multe insule și recife, și pretinde o zonă de pescuit exclusiv de 200 de mile marine (370 km). Nicio activitate economică nu se desfășoară pe insule (cu excepția unei importante, dar necuantificate, industrii a pescuitului și a scufundărilor) și numai trei sau patru persoane mențin în funcțiune stația meteorologică de pe Insula Willis.

## Geografie
Sunt aproximativ 30 de recife și atoli, din care 12 sunt permanent inundați sau apar la suprafață numai la reflux, cu un total de 51 de insule din care unele au vegetație.  Atolii au mărimi diferite, de la câțiva kilometri în diametru până la, probabil, al doilea atol ca mărime din lume (inclusiv laguna): Lihou Reef, care are o lagună de 100 până la 30 km și o suprafață de 2,500 km2, iar suprafața celor 18 insule individuale care compun reciful este de numai 0.91 km2. Insulele nu se ridică mult deasupra nivelului mării. Teritoriul are codul  FIPS 10-4 CR și codul ISO 3166 AU (acest cod include teritoriul în Australia).
Insulele Willis sunt un habitat important pentru păsări și broaște țestoase, dar au resurse naturale puține. Ele au o suprafață de uscat de aproximativ 3 km². Nu există niciun port, iar vapoarele nu pot ancora decât în larg.
Cei mai mulți atoli sunt împărțiți în două grupuri, în timp ce Reciful Mellish  spre est, Reciful Middleton  și Reciful Elizabeth  spre sud sunt grupate separat:

### Grupul de nord-vest
1. Reciful Osprey (atol acoperit de apă, de formă aproape ovală, măsurând aproximativ 25 pe 12 km, cu o suprafață de 195 km² inclusiv laguna de până la 30 m adâncime)
2. Reciful Rechinilor - Shark Reef (un recif mic, de formă alungită, situat la 15 km sud de Reciful Osprey, cu adâncime de cel puțin 7,8 m)
3. Reciful Bougainville (un atol mic acoperit de apă, de 2,5 pe 4 km, cu o suprafață de 84 km², inclusiv laguna; apare la suprafață la jumătatea mareei)
4. Reciful Holmes de Est (un atol acoperit de apă, de 14 pe 10 km, cu o suprafață de 125 km², inclusiv laguna)
5. Reciful Holmes de Vest (un atol acoperit de apă, situat la 6 km est de Reciful Holmes de Est, de 18 pe 7 km, cu o suprafață de 125 km², inclusiv cu laguna care are o deschidere către vest și două insule de nisip)
6. Reciful Flora (un atol mic acoperit de apă, de 5 pe 4 km și o suprafață de aproximativ 12 km²)
7. Diane Bank (atol scufundat la o adâncime de mai puțin de 10 m, cu o suprafață de 65 pe 25 km sau 1300 km², aflat la o adâncime de 3 m de-a lungul marginii de nord și cu o insulă de nisip - Sand Cay - de 3 m înălțime deasupra mării în nord-vest)
8. Reciful Moore de Nord (un atol mic, acoperit de apă, de 4 pe 3 km, cu o suprafață de 8 km², inclusiv laguna care se deschide spre nord-vest)
9. Reciful Moore de Sud (un recif mic acoperit de apă, situat la 5 km spre sud de Reciful Moore de Nord)
10. Insulele Willis (un atol scufundat, de 45 pe 19 km, cu o suprafață mai mare de 500 km², are 3 insule în nord-vest: North Cay, Mid Islet de aproximativ 8 m altitudine, South Islet sau Insula Willis, de 10 m altitudine)
11. Insulele de nisip Magdelaine și Insulele Coringa (prima fiind un atol mare, parțial scufundat, de aproximativ 90 pe 30 km, cu o zonă de plajă de 1500 km², cu două insule de nisip apraținând insulelor Magdelaine în nord: Insula de Nord-Vest - cu o suprafață de aproximativ 0,2 km² și Insula de Sud-Est cu o suprafață de 0,37 km²; două insule aparținând Insulelor Coringa de 50 pe 60 km, situate în sud-vest: insula de Sud-Vest sau insula Coringa - cu o suprafață de 0.173 km² - și Insula Chilcot - cu o suprafață de 0,163 km²)
12. Insulele de nisip Herald - Insulele de Nord-Est (înconjurate de un recif de 3 pe 3 km, cu o suprafață de 6 km² și suprafața uscatului de 0,34 km²)
13. Insulele de nisip Herald - Insulele de Sud-Vest (situate la 4 km sud-vest de cele din nord-est, înconjurate de un recif de 2 pe 2 km, cu suprafața totală de 3 km², suprafața uscatului fiind de 0,188 km²)
14. Reciful și Insulele de nisip Lihou (cel mai mare atol din Marea de Corali, cu o suprafață de 2500 km², suprafața uscatului fiind de 0,91 km², cu 4 insule de nisip și 2 recife mici acoperite de apă în nord-est și sud-est: Insula Diamond de Vest, Insula Diamond de Mijloc și Insula Diamond de Est pe inelul de nord-est al fostului atol, și Insula Diamond de Sud, Reciful Tregosse de Est și Reciful Tregosse de Vest pe inelul de sud)
15. Reciful Flinders de Nord (un atol mare, de 34 pe 23 km, cu o suprafață de 600 km², cu 2 insule, din care insula de nisip Flinders este cea mai mare cu o lungime de 200 m și o altitudine de 3 m)
16. Reciful Flinders de Sud (atol, 15 pe 5 km, cu o suprafață de 60 km²)
17. Herald's Surprise (un recif mic acoperit de apă, situat la nord de Recifele Flinders, de 3 pe 2 km)
18. Reciful Dart (un recif mic acoperit de apă așezat la nord vest de Recifele Flinders, de 3 pe 3 km, cu o suprafață de 6 km², inclusiv laguna de dimensiuni mici care se deschide spre nord)
19. Reciful Malay (un recif mic acoperit de apă, greu de măsurat și de observat)
20. Reciful Abington (recif aproape acoperit de apă, de 4 pe 2,5 km, cu o suprafață de 7 km²)
21. Reciful Marion (un atol mare, circular, care se compune din trei elemente în partea de est: Marion, Long și Wansfell, precum și dintr-un număr de recife mai mici în partea de vest. Reciful stă pe o fomațiune submarină denumită Marion Plateau - Platoul Marion, care este separată de platoul Mării de Corali în partea de nord de Townsville Trough. Trei insule mici de nisip se află la est de Reciful Marion: insula Paget, pe Reciful Lung, Carola Cay, la sud de Reciful Lung și Brodie Cay, pe Reciful Wasnfell).

Atolii din grupul situat în nord-vest, cu excepția Recifului Osprey, a Recifului Rechinului și a Recifului Marion, sunt așezate pe Platoul Mării de Corali, o arie contiguă cu adâncime mai mică de 1000 m.
- Recifele Flinders, Herald's Surprise și Dart formează un roi de recife de 66 pe 26 km;

- Insulele de nisip Magdelaine, Coringa și Herald fac parte din Rezervaţia Naturală Naţională Coringa-Herald de 8856 km², creată în 1982 și situată la 400 km est de Cairns și la o distanță de 220 km până la 320 km de limita exterioară a Marii Bariere de Corali. Cele 6 insule din rezervația naturală au suprafețe de la 0,16 până la 0,374 km², care însumate dau o suprafață de 1,24 km².
- Reciful Lihou a fost declarat rezervație naturală pe 16 august 1982, cu o suprafață de 8440 km²

Rezervațiile naturale au fost create pentru a proteja viața sălbatică în respectivele zone ale teritoriului; împreună acestea formează Rezervaţia Naturală a Mării de Coral, site-ul Ramsar.

### Reciful Mellish
Reciful Mellish, situat fiind la aproximativ 300 km est de Grupul de Nord-Vest, aceasta fiind cea mai mare distanță de continentul australian și de recifele și atolii din cadrul Insulelor Mării de Corali, nu este considerat ca făcând parte din niciun grup. Are o formă de bumerang de aproximativ 10 km lungime și 3 km lățime și o suprafață de 25 km². Recifele din jur, care închid laguna strâmtă, sunt complet scufundate în timpul mareelor înalte. Aproape de mijlocul lagunei se află singurul uscat care nu este acoperit de ape niciodată - insula Heralds-Beacon. Aceasta este o insulă de nisip de 600 m pe 120 m, cu suprafața de 57.000 mp, cu o altitudine de numai câțiva metri deasupra nivelului mării.

### Grupul de sud-est
- Reciful Frederick: Reciful formează o lagună semi-închisă, cunoscută sub numele de Anchorage Sound, cu o deschidere în partea de nord; complexul măsoară aproximativ 10 km pe 4 km, cu o suprafață de 30 km². Pe partea de sud a recifului se află Insula de nisip Observatory, singurul teritoriu uscat permanent. Mai sunt și alte câteva insule de nisip care sunt descoperite de ape în timpul mareelor înalte.
- Reciful Kenn, un atol scufundat de aproximativ 15 km pe 8 km, cu o suprafață de 40 km².
- Recifele Saumarez, cele mai sudice recife de pe platoul Mării de Coral; trei recife principale și numeroase recife mai mici care formează o semilună deschisă spre nord-vest, de aproximativ 27 km pe 14 km, cu o suprafață mai mică de 300 km². Aici se află două insule de nisip: Insula de nisip din nord-est și Insula de nisip din sud-vest.
- Recifele Wreck, un atol de 25 km pe 5 km, cu o suprafață de 75 km², deschis spre nord. Insulele recifelor sunt, printre altele: Bird Islet, West Islet și Porpoise Cay.
- Reciful Cato, bancul Cato are dimensiunile de 21 pe 13 km și o suprafață de 200 km² cu adâncimi mai mici de 17 m; Reciful Cato înconjoară o suprafață de 3,3 km pe 1,84 km, aproximativ 5 km², inclusiv laguna; Insula Cato, situată în partea de vest a lagunei, are dimensiunile de aproximativ 600 m pe 300 m, cu o altitudine de 3m. În apropiere de colțul de sud est a bancului Cato se află Hutchison Rock, scufundată la 1 m sub nivelul mării.

### Sudul extrem
Reciful Elizabeth și Reciful Middleton, împreună cu recifele din jurul Insulei Lord Howe, situate la 150 km spre sud, sunt cele mai sudice recife de corali din lume. Localizarea lor, la intersecția curenților oceanici temperați și tropicali, contribuie la o aglomerare neobișnuit de diversă a speciilor marine.
Acești atoli care se află mai mult sub apă decât deasupra ei, care devin uscat numai în timpul mareelor, au fost adăugate teritoriului abia în 1989. Ei sunt situați în zona Lord Howe Rise din Marea Tasmaniană care întâlnește Marea de Coral în partea de sud a acesteia. Deja la 23 decembrie 1987, erau protejate ca Rezervaţia Naturală Marină a Recifelor Elizabeth and Middleton, cu o suprafață de 1880 km².
- Reciful Middleton, un atol de aproximativ 8,9 km pe 6,34 km, cu o suprafață de 37 km² inclusiv laguna, are o singură insulă, Insula de nisip Elizabeth, fără vegetație, de 600 m pe 400 m, cu o suprafață de aproximativ 0,24 km² și cel mai înalt punct în partea de nord, care atinge o altitudine de 1,5 m. În timpul mareelor joase, o mare parte din suprafața plană este expusă.

- Reciful Elizabeth, un atol de aproximativ 8,2 km pe 5,54 km, cu o suprafață de 51 km² inclusiv laguna, are o insulă: The Sound, de 100 m pe 70 m, și cel mai înalt punct la 0,8 m altitudine. În timpul mareelor joase, suprafața plană a recifului este expusă în cea mai mare parte.

### Privire de ansamblu asupra insulitelor
| Complex                                 | Tip                                 | Insule/insule de nisip |
| --------------------------------------- | ----------------------------------- | ---------------------- |
| Reciful West Holmes                     | atol                                | 2                      |
| Diane Bank                              | atol (cea mai mare parte scufundat) | 1                      |
| Grupul Willis                           | atol (parțial scufundat)            | 3                      |
| insulele Magdelaine și insulele Coringa | atoll (parțial scufundat)           | 4                      |
| Insulele de nisip Herald (nord)         | recif                               | 1                      |
| Insulele de nisip Herald (sud)          | recif                               | 1                      |
| Insulele de nisip și reciful Lihou      | atol                                | 18                     |
| Insulele Diamond și Reciful Tregosse    | atol (parțial scufundat)            | 4                      |
| Recifele Flinders (nord)                | atol                                | 2                      |
| Reciful Marion                          | atol                                | 4                      |
| Reciful Mellish                         | atol                                | 1                      |
| Reciful Frederick                       | atol                                | 1                      |
| Reciful Kenn                            | atol                                | 1                      |
| Reciful Saumarez                        | atol                                | 2                      |
| Reciful Wreck                           | atol                                | 3                      |
| Reciful Cato                            | atol                                | 1                      |
| Reciful Middleton                       | atol                                | 1                      |
| Reciful Elizabeth                       | atol                                | 1                      |
| Numărul total de insule                 | Numărul total de insule             | 51                     |

## Obiecte create de oameni
Stații meteorologice automate sunt plasate pe următoarele recife sau atoli:
- Reciful Bougainville
- Insula Cato
- Recifele Flinders (Insula de Coral Flinders)
- Reciful Frederick
- Reciful Holmes
- Reciful Lihou (insula Broaștei Țestoase)
- Reciful Marion
- Reciful Moore

Faruri sunt plasate pe următoarele recife și insule:
- Reciful Bougainville
- insula Diamond de Est
- Reciful Frederick
- Reciful Lihou
- Reciful Saumarez